# Agano (rzeka)
Agano (jap. 阿賀野川 Agano-gawa) – rzeka w Japonii, na wyspie Honsiu. Jej długość wynosi 210 km, a powierzchnia dorzecza to 7,71 tys. km².
W górnym biegu znajdują się na niej zapory oraz hydroelektrownie.